# تريبول كلان
تريبول كلان (بالإنجليزية: Trebol Clan) هي فرقة موسيقية تعمل في موسيقى الريغيتون في بورتوريكو. تأسس فريق تريبول كلان من قبل بيريكيتو (بالإنجليزية: Periquito)‏ و عمر (بالإنجليزية: Omar)‏ و برتو (بالإنجليزية: Berto)‏، و ظهرت فرقة تريبول كلان في ألبوم دون عمر "ذا لاست دون" و"لوس باندوليروس"، وفي ألبوم لوني تونز "ماس فلو 2" و لديهم أيضًا أحد أقراص الـCD في النوع الموسيقي المسمى "لوس باكاترانيس". عندما كان لديهم شركة إنتاجهم الخاصة، أصدروا ميكستايب بعنوان "لوس رييس دي لا لينتا: ذا كوم باك" في عام 2008.